# Campoa apoensis
Campoa apoensis är en svampart som först beskrevs av Hans Sydow, och fick sitt nu gällande namn av Arx 1962. Campoa apoensis ingår i släktet Campoa och familjen Parmulariaceae.   Inga underarter finns listade i Catalogue of Life.